# Malîi Liubin, Horodok
Malîi Liubin (în ucraineană Малий Любінь) este un sat în așezarea urbană Velîkîi Liubin din raionul Horodok, regiunea Liov, Ucraina.

## Demografie
Componența lingvistică a localității Malîi Liubin
     Ucraineană (99,26%)
     Alte limbi (0,74%)
Conform recensământului din 2001, majoritatea populației localității Malîi Liubin era vorbitoare de ucraineană (99,26%), existând în minoritate și vorbitori de alte limbi.